# NET5

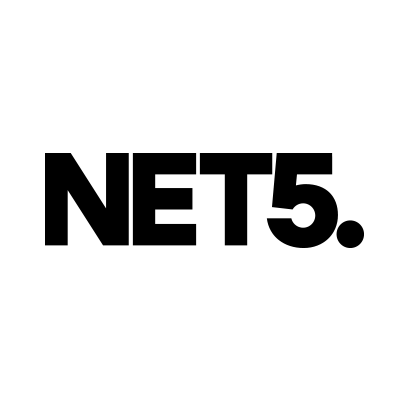

Net5는 네덜란드의 민영 방송국이며, 1999년부터 방송을 시작하였다. 네덜란드 민영 미디어 그룹 Talpa Media가 33%, 핀란드 민영 미디어 그룹 Sanoma가 67%의 주식을 소유하고 있다.
스칸디나비아의 방송 그룹인 SBS 브로드캐스팅 그룹에서 SBS6의 자매 채널로 1999년 3월 1일에 개국하였다.
이후 SBS 브로드캐스팅 그룹이 2007년 6월 27일 독일의 미디어 그룹 ProSiebenSat.1 미디어에 합병되었다가 이후 2011년 자매채널인 SBS6, Veronica와 함께 Talpa Media, Sanoma에 매각되었다.